# 43-as busz (Székesfehérvár)
A székesfehérvári 43-as jelzésű autóbusz a Csapó utca – Vasútállomás – Kórház, Rendelőintézet – Csapó utca útvonalon közlekedett. Ellenkező irányban a 44-es busz járt. A viszonylatot a Volánbusz üzemeltette.
2025. augusztus 2-án beleolvadt a 44-es vonalba, mivel annak körjárati jellege megszűnt a vasútállomáson létrehozott végállomásával, így az kétirányba közlekedik.

## Útvonala
| Csapó utca → Vasútállomás → Kórház, Rendelőintézet → Csapó utca | Csapó utca → Vasútállomás → Kórház, Rendelőintézet → Csapó utca |
| --- | --------------------------------------------------------------- |
| Csapó utca vá. – Selyem utca – Piac tér – Vörösmarty tér – Széchenyi utca – Horvát István utca – Prohászka Ottokár út – Béke tér – Mártírok útja – Madách Imre utca – Hunyadi utca – Seregélyesi út – Budai út – Piac tér – Palotai út – Halász utca – Csapó utca vá. |                                                                 |

## Megállóhelyei
Az átszállási kapcsolatok között az azonos útvonalon, de az ellenkező irányban közlekedő 44-es busz nincs feltüntetve.
| 0  | Csapó utca induló végállomás | | Tolnai Utcai Általános Iskola                                                                                        |
| 2  | Autóbusz-állomás             | 10, 11, 11A, 12, 12A, 12Y, 13, 13A, 13G, 13Y, 14, 14G, 15, 15Y, 26, 26A, 26G, 27, 36, 37, 38, 40, 41, 42 707, 718, 747, 748, 749, 750, 751, 757, 758, 759, 8000, 8001, 8002, 8010, 8011, 8013, 8030, 8032, 8033, 8035, 8037, 8039, 8040, 8046, 8047, 8048, 8049, 8050, 8055, 8060, 8062, 8065, 8066, 8067, 8068, 8069, 8070, 8078, 8080, 8086, 8090, 8092, 8093, 8095, 8096, 8097, 8098, 8099 1172, 1173, 1174, 1204, 1205, 1215, 1229, 1507, 1510, 1512, 1529, 1563, 1706, 1707, 1734, 1758, 1803, 1808, 1809, 1822, 1823, 1824, 1826, 1840, 1841, 1842, 1843, 1844, 1845, 1853 | Autóbusz-állomás, Alba Plaza, Belváros                                                                               |
| 4  | Református Általános Iskola  | 11, 11A, 11G, 12, 12A, 12Y, 13, 13A, 13G, 13Y, 15, 15Y, 22, 23, 23E, 24, 25, 26, 26A, 36, 37, 38, 40, 41 | Református templom, Talentum Református Általános Iskola, József Attila Kollégium                                    |
| 7  | Prohászka Ottokár templom    | 13, 13A, 20, 33, 34, 35, 36, 37, 38, 40, 41 | Prohászka Ottokár-emléktemplom                                                                                       |
| 9  | Vasútállomás                 | 13, 13A, 13G, 13Y, 20, 30, 31, 31E, 32, 33, 34, 35, 36, 37, 38, 40, 41 7315, 7398, 8010, 8011, 8013, 8082, 8086, 8092, 8093, 8624 S30 G30 Z30 S34 S35 G43 S150 S440 S450 IC, sebesvonat, gyorsvonat, expresszvonat | Vasútállomás, Vasvári Pál Gimnázium, Kodály Zoltán Általános Iskola és Gimnázium                                     |
| 10 | Gyár utca                    | 13, 13A, 20, 30, 40, 41 | |
| 11 | Kinizsi utca                 | 13, 13A, 20, 30, 40, 41 | |
| 13 | Kórház, Rendelőintézet       | 30, 40, 41 | Fejér Megyei Szent György Egyetemi Oktató Kórház                                                                     |
| 16 | Mentőállomás                 | 14, 14G, 16, 30, 40, 41, 42 8030, 8032, 8033, 8035, 8037, 8039 1529, 1803, 1823, 1824, 1826, 1841 | Mentőállomás, Fejér Megyei Szent György Egyetemi Oktató Kórház, Halesz park                                          |
| 18 | Király sor / Budai út        | 14, 22, 23, 23E, 31E, 40, 41, 42 707, 747, 748, 749, 750, 751, 757, 758, 759 1172, 1173, 1174, 1204, 1205, 1215, 1229 | |
| 19 | Zrínyi utca                  | 14, 22, 23, 23E, 31E, 40, 41, 42 | Láncos Kornél Gimnázium, Gróf Széchenyi István Műszaki Szakközépiskola, Óbudai Egyetem – Alba Regia Egyetemi Központ |
| 20 | Gáz utca / Budai út          | 14, 14G, 22, 23, 23E, 31E, 33, 34, 40, 41, 42 707, 747, 748, 749, 750, 751, 757, 758, 759, 8030, 8032, 8033, 8035, 8037, 8039 1803, 1823, 1824 | Alba Regia Sportcentrum                                                                                              |
| 23 | Távirda utca                 | 14, 22, 23E, 40, 41, 42 | |
| 27 | Autóbusz-állomás             | 10, 11, 11A, 12, 12A, 12Y, 13, 13A, 13G, 13Y, 14, 14G, 15, 15Y, 26, 26A, 26G, 27, 36, 37, 38, 40, 41, 42 707, 718, 747, 748, 749, 750, 751, 757, 758, 759, 8000, 8001, 8002, 8010, 8011, 8013, 8030, 8032, 8033, 8035, 8037, 8039, 8040, 8046, 8047, 8048, 8049, 8050, 8055, 8060, 8062, 8065, 8066, 8067, 8068, 8069, 8070, 8078, 8080, 8086, 8090, 8092, 8093, 8095, 8096, 8097, 8098, 8099 1172, 1173, 1174, 1204, 1205, 1215, 1229, 1507, 1510, 1512, 1529, 1563, 1706, 1707, 1734, 1758, 1803, 1808, 1809, 1822, 1823, 1824, 1826, 1840, 1841, 1842, 1843, 1844, 1845, 1853 | Autóbusz-állomás, Alba Plaza, Belváros                                                                               |
| 29 | Csapó utca érkező végállomás | 11A, 12A, 13A, 15, 15Y, 17, 29, 40, 41, 42 | Tolnai Utcai Általános Iskola                                                                                        |